# Imboscata di Bắc Lệ
L'imboscata di Bắc Lệ (in francese: guet-apens de Bac-Lé; in vietnamita: trận Bắc Lệ o trận cầu Quan Âm) fu uno scontro avvenuto nel giugno del 1884, durante la Campagna del Tonchino, tra le truppe cinesi dell'esercito del Guangxi e una colonna francese inviata ad occupare Lạng Sơn e altre città vicino al confine cinese. I francesi sostennero che le loro truppe fossero cadute in un'imboscata dei cinesi. L'incidente portò alla guerra franco-cinese (agosto 1884 - aprile 1885).

## Contesto
Alla fine del 1883 Francia e Cina iniziarono a combattere una guerra non dichiarata nel Tonchino. Nel dicembre 1883, con la campagna di Sơn Tây, i francesi sconfissero l'Esercito della bandiera nera e catturarono la città di Sơn Tây. Nel marzo 1884, con la campagna di Bắc Ninh, sconfissero l'esercito cinese del Guangxi e presero la città strategicamente importante di Bắc Ninh, sulla Strada del Mandarino.
La sconfitta a Bắc Ninh, che arrivava a ridosso della caduta di Sơn Tây, rafforzò l'elemento moderato del governo cinese e screditò temporaneamente il partito estremista "purista" guidato da Zhang Zhidong, che si batteva per una guerra su larga scala contro la Francia. Ulteriori successi francesi nella primavera del 1884, tra cui la presa di Hưng Hóa e di Thái Nguyên, convinsero l'imperatrice reggente Cixi a scendere a patti, e a maggio fu raggiunto un accordo tra Francia e Cina. I negoziati si svolsero a Tientsin. Li Hongzhang, leader dei moderati cinesi, rappresentò la Cina, mentre il capitano François-Ernest Fournier, comandante dell'incrociatore Volta, rappresentò la Francia. L'accordo di Tientsin, concluso l'11 maggio 1884, prevedeva il ritiro delle truppe cinesi dal Tonchino in cambio di un trattato globale che avrebbe regolato i dettagli degli scambi commerciali tra Francia e Cina e avrebbe previsto la demarcazione del confine con il Vietnam.
Fournier non era un diplomatico professionista e l'accordo di Tientsin lasciava diversi punti in sospeso. In particolare non indicava esplicitamente una scadenza per il ritiro delle truppe cinesi dal Tonchino. I francesi affermarono che il ritiro delle truppe doveva avvenire immediatamente, mentre i cinesi sostennero che il ritiro fosse subordinato alla conclusione del trattato globale. In realtà la posizione cinese serviva solo a giustificare la loro riluttanza o incapacità di mettere in atto i termini dell'accordo. L'accordo fu estremamente impopolare in Cina e provocò un immediato contraccolpo. Il partito della guerra chiese l'allontanamento di Li Hongzhang e i suoi oppositori politici fecero in modo di inviare alle truppe cinesi nel Tonchino l'ordine di mantenere le loro posizioni.
Li Hongzhang accennò ai francesi che ci sarebbero potute essere difficoltà nel far rispettare l'accordo, ma non disse nulla di specifico. I francesi presumevano che le truppe cinesi avrebbero lasciato il Tonchino come concordato e si prepararono a occupare Lạng Sơn e altre città presso il confine cinese.

## Marcia di avvicinamento

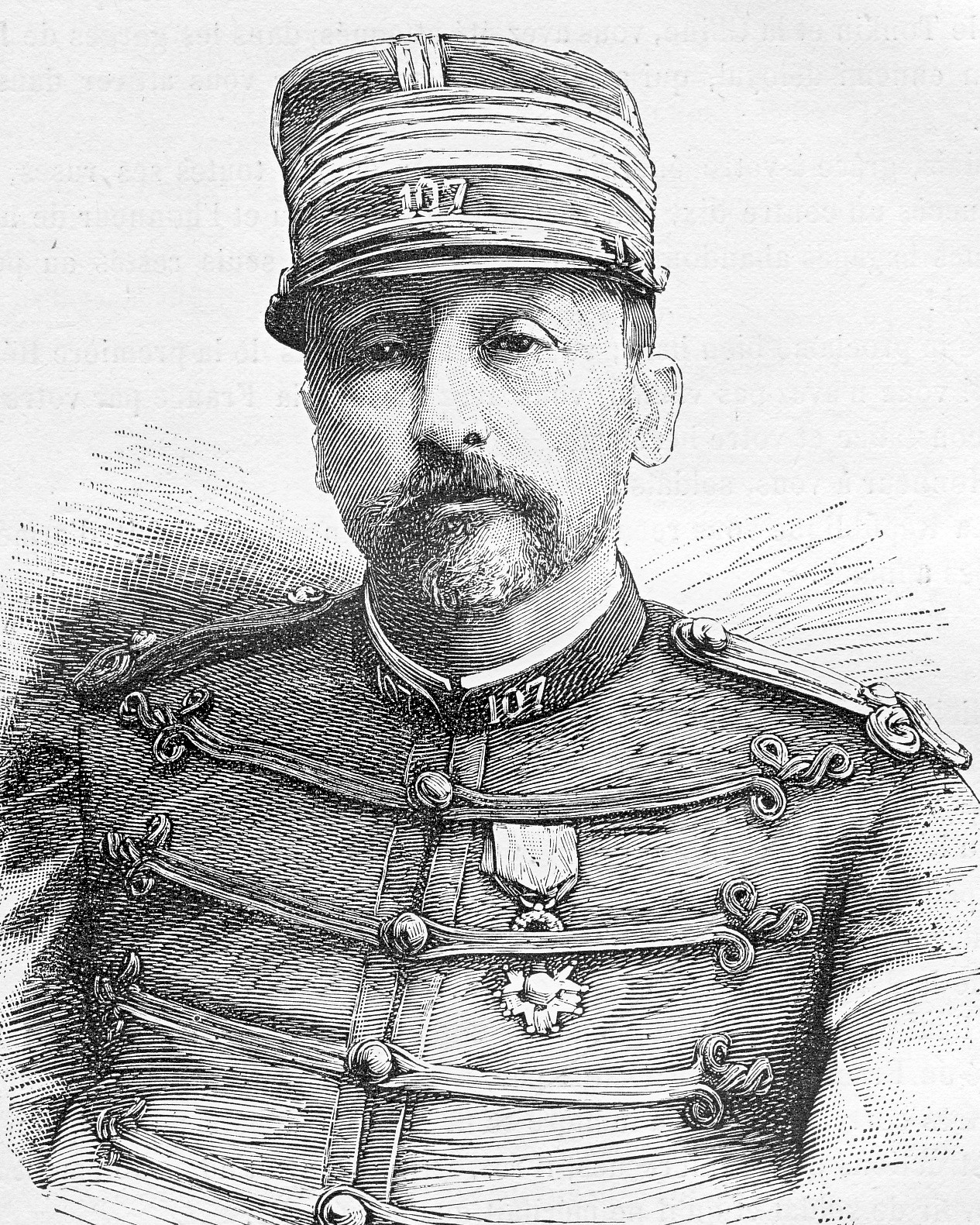
Il tenente colonnello Alphonse Dugenne (1841–1887)

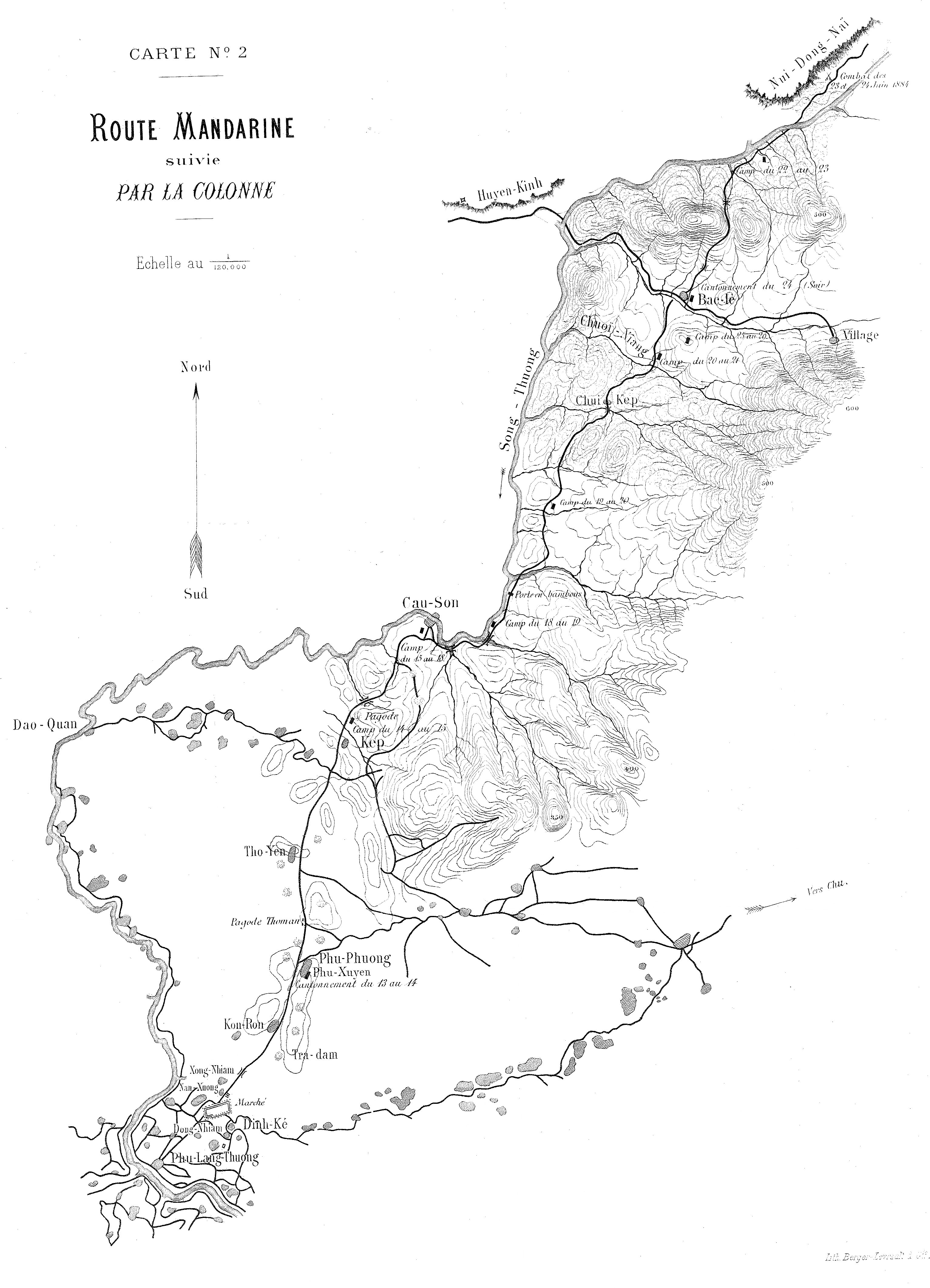
L'itinerario seguito dalla colonna di Dugenne lungo la Strada del Mandarino da Phu Lang Thuong a Bắc Lệ

All'inizio del giugno del 1884, una colonna francese al comando del tenente colonnello Alphonse Dugenne avanzò per occupare le città di confine di Lạng Sơn, Cao Bằng e Thất Khê. La colonna di Dugenne era composta da un battaglione di fanteria di marina (chef de bataillon Reygasse), da una batteria di artiglieria (capitano Jourdy), da una compagnia appena reclutata di fucilieri tonkinesi e da una piccola forza di chasseurs d'Afrique (capitano Laperrine). I marsouins di Reygasse erano soldati veterani, che avevano prestato servizio sotto il comando di Henri Rivière alla presa di Nam Định, mentre i fucilieri tonkinesi erano stati reclutati solo alcuni giorni prima e avevano un valore militare trascurabile. La colonna aveva bisogno di cibo e razioni per 45 giorni; quindi i combattenti (450 francesi e 350 tonkinesi) erano accompagnati da 1000 portatori vietnamiti, 240 conducenti di muli francesi e 200 muli. Mentre i francesi avanzavano in un paese sconosciuto, il capitano Jean-François-Alphonse Lecomte, del servizio topografico, accompagnò la colonna per tracciare il percorso. Lecomte, che prestò servizio con distinzione nello staff del generale Louis Brière de l'Isle durante tutta la guerra franco-cinese, avrebbe in seguito scritto un resoconto dettagliato dell'imboscata, Le guet-apens de Bac-Lé (Parigi, 1890).
L'11 giugno 1884 la colonna si formò a Phu Lang Thuong (attuale Bắc Giang), la postazione francese più avanzata sulla Strada del Mandarino. Il 12 giugno 1884 partì per Lạng Sơn, raggiungendo Phu Xuyen il 13 giugno, Kép il 14 giugno e Cau Son il 15 giugno. La marcia, sotto il sole cocente dell'estate, fu estenuante e il 15 giugno 1884 Dugenne rimandò la batteria di Jourdy a Phu Lang Thuong. Allo stesso tempo ricevette rinforzi, costituiti da una compagnia di zéphyrs del 2º battaglione di fanteria leggera africana dello chef de bataillon Servière.

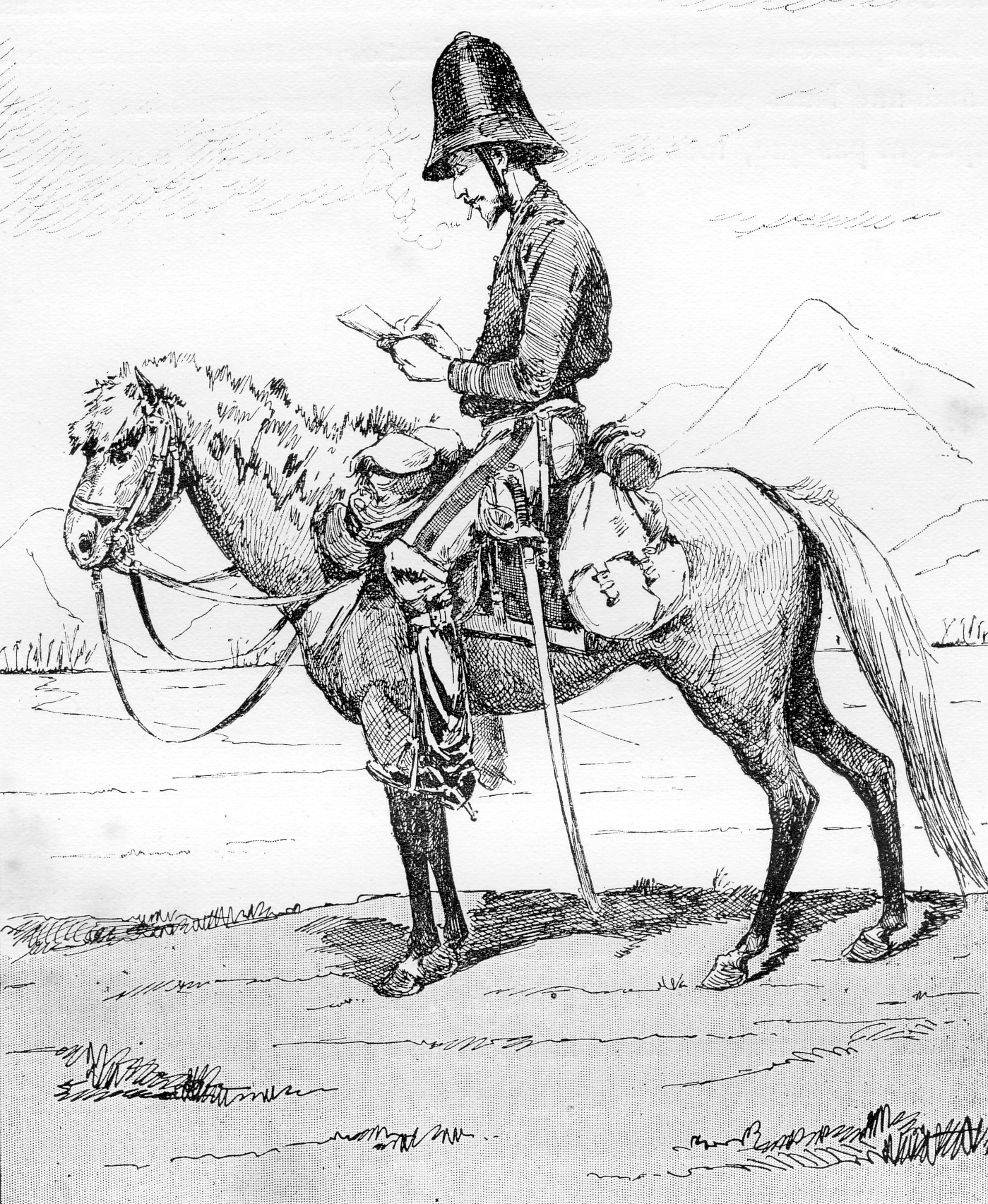
Ufficiale francese del servizio topografico, probabilmente il capitano Jean-François-Alphonse Lecomte (1850-1919)

Le recenti e abbondanti piogge avevano ingrossato il fiume Thương (in vietnamita: Sông Thương) e i francesi non poterono utilizzare il guado di Cau Son. La colonna rimase quindi a Cau Son per tre giorni, mentre i suoi ingegneri gettavano un ponte sul Thương. La marcia riprese solo il 19 giugno 1884. Nei tre giorni successivi la colonna si spinse verso nord-est, marciando parallelamente al corso del Thương e accampandosi in aperta campagna tra Cau Son e la cittadina di Bắc Lệ. I francesi si resero conto che la loro marcia veniva osservata. A intervalli regolari si sentivano singoli spari in lontananza e in un'occasione gli esploratori della cavalleria francese si trovarono sotto il fuoco nemico. Non era chiaro se gli attaccanti fossero banditi vietnamiti o soldati cinesi. La mattina del 22 giugno 1884 la colonna francese raggiunse Bắc Lệ. Continuando la marcia nel pomeriggio, i francesi scesero nuovamente nella valle del Thương e raggiunsero il corso del fiume. L'intenzione di Dugenne era di attraversare il Thương e continuare a risalire la Strada del Mandarino verso Thanh Moy e Lạng Sơn. Il fiume era ancora in piena e la sera del 22 giugno 1884 Dugenne ne esplorò la sponda meridionale alla ricerca di un guado adatto. I soldati cinesi erano visibili sull'altra sponda del fiume e i soldati di Laperrine li tenevano sotto il tiro delle loro carabine, mentre un sottufficiale francese verificava la profondità del fiume. Nessuna delle due parti aprì il fuoco. Ritenendo di avere a che fare con soldati dell'esercito del Guangxi che non si sarebbero opposti al suo passaggio, Dugenne diede ordine di attraversare il Thương il mattino seguente..
In effetti Dugenne stava affrontando una forza di 3100 soldati regolari cinesi dell'esercito del Guangxi al comando di Wan Zhongxuan (萬重暄). Questa forza era composta da otto battaglioni al comando di Huang Yuxian (黃玉賢) e da un battaglione al comando di Wang Hongshun (王洪順).  Altri 1500 soldati cinesi al comando di Pan Dingxin (潘鼎新) erano accampati nelle vicinanze. La maggior parte delle truppe cinesi era armata con moderni fucili Remington a tiro rapido. I comandanti cinesi erano a conoscenza delle disposizioni dell'accordo di Tientsin, ma a causa degli intrighi politici contro Li Hongzhang non avevano ricevuto l'ordine di ritirarsi dal Tonchino. Avevano invece ricevuto l'ordine, dal comandante dell'esercito del Guangxi (un esercito regionale yung-ying) Wang Debang (王德榜), di mantenere le loro posizioni. Wang Debang aveva prestato servizio sotto il generale Zuo Zongtang (左宗棠).

## L'imboscata

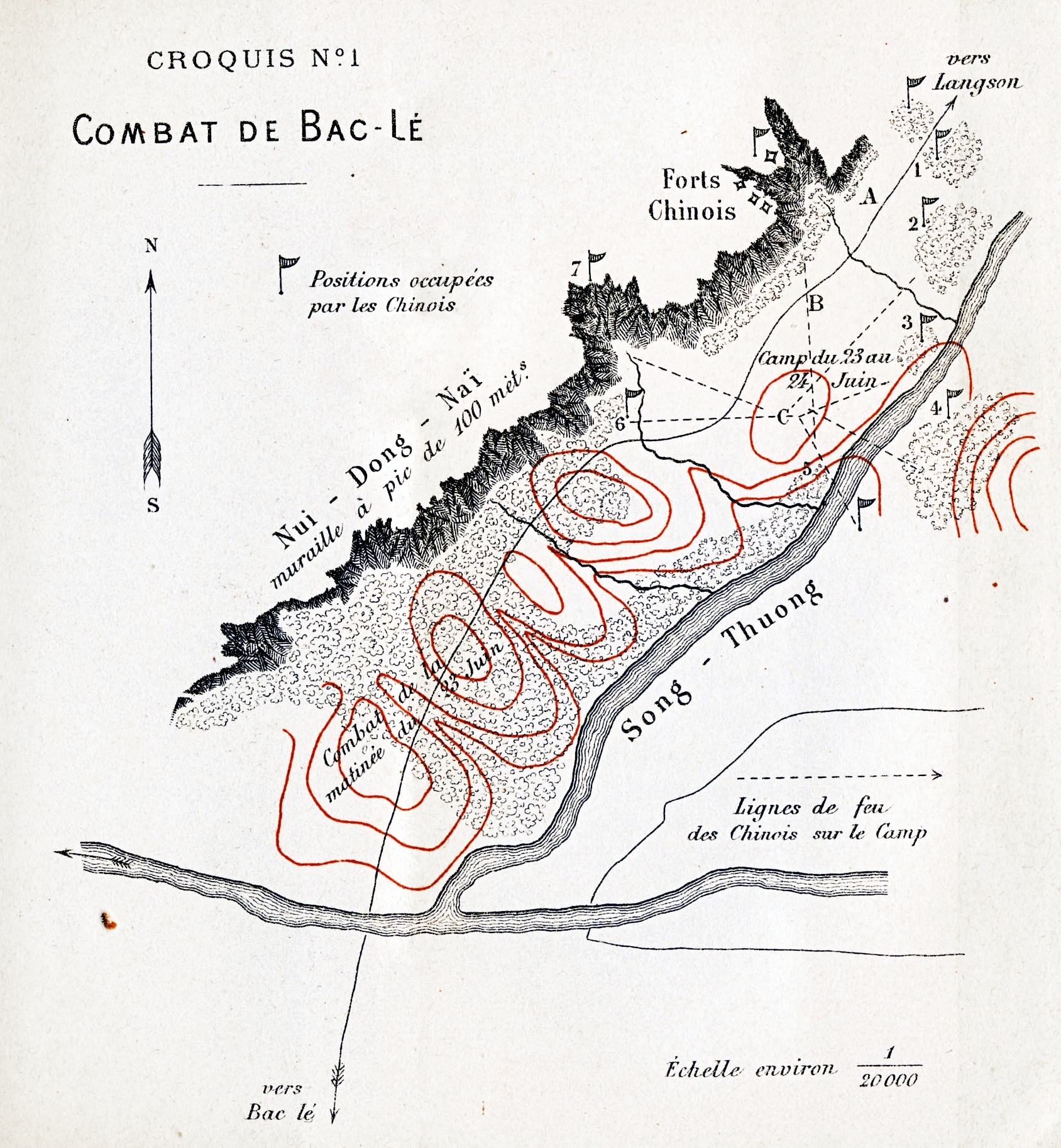
L'imboscata di Bắc Lệ,

All'alba del 23 giugno 1884 il capitano Lecomte attraversò il Thương con l'avanguardia della colonna (due compagnie di fanteria francese, una sezione di fucilieri tonkinesi e un piccolo gruppo di cavalleria). L'attraversamento fu osservato da una forza di fanteria cinese schierata in posizione difensiva su una collina boscosa a 250 metri dal fiume. I cinesi lasciarono che le truppe francesi attraversassero indisturbate il fiume, ma aprirono il fuoco sui fucilieri tonkinesi. I loro colpi erano alti ed è possibile che avessero lo scopo di avvertire piuttosto che di uccidere. Lecomte reagì immediatamente a questa dimostrazione ostile, schierando la sua fanteria per prendere sul fianco i cinesi. I francesi cacciarono i cinesi dalla collina e Lecomte stabilì una posizione difensiva per proteggere l'attraversamento del resto della colonna. Alle 11 del mattino l'intera colonna francese aveva attraversato il Thương.
Alle 9 del mattino tre inviati cinesi si presentarono con un messaggio scritto per Dugenne da parte dei comandanti cinesi. Lecomte li fece passare e ebbe con loro un colloquio. Anche se gli interpreti vietnamiti di Dugenne non furono in grado di cogliere alcune sottigliezze del messaggio cinese, riuscirono a capire che i francesi si trovavano di fronte a truppe regolari dell'esercito del Guangxi e che i comandanti cinesi erano consapevoli dei loro obblighi derivanti dall'accordo di Tientsin. I comandanti cinesi spiegarono di non aver ricevuto alcun ordine di ritirata e di essere quindi obbligati a rimanere sulle loro posizioni fino a nuovo ordine. Chiesero a Dugenne di inviare un messaggio eliografico ad Hanoi per chiedere istruzioni.
Considerata l'importanza diplomatica di un eventuale scontro, Dugenne avrebbe dovuto riferire ad Hanoi la presenza della forza cinese e chiedere ulteriori istruzioni. Invece, alle 15.00 informò i cinesi che entro un'ora avrebbe continuato la marcia lungo la Strada del Mandarino. Secondo il capitano Lecomte, Dugenne credeva che i cinesi lo avrebbero lasciato passare e la sua intenzione era solo quella di allontanare la sua colonna dal Thương in piena e di trovare un accampamento sicuro per la notte.

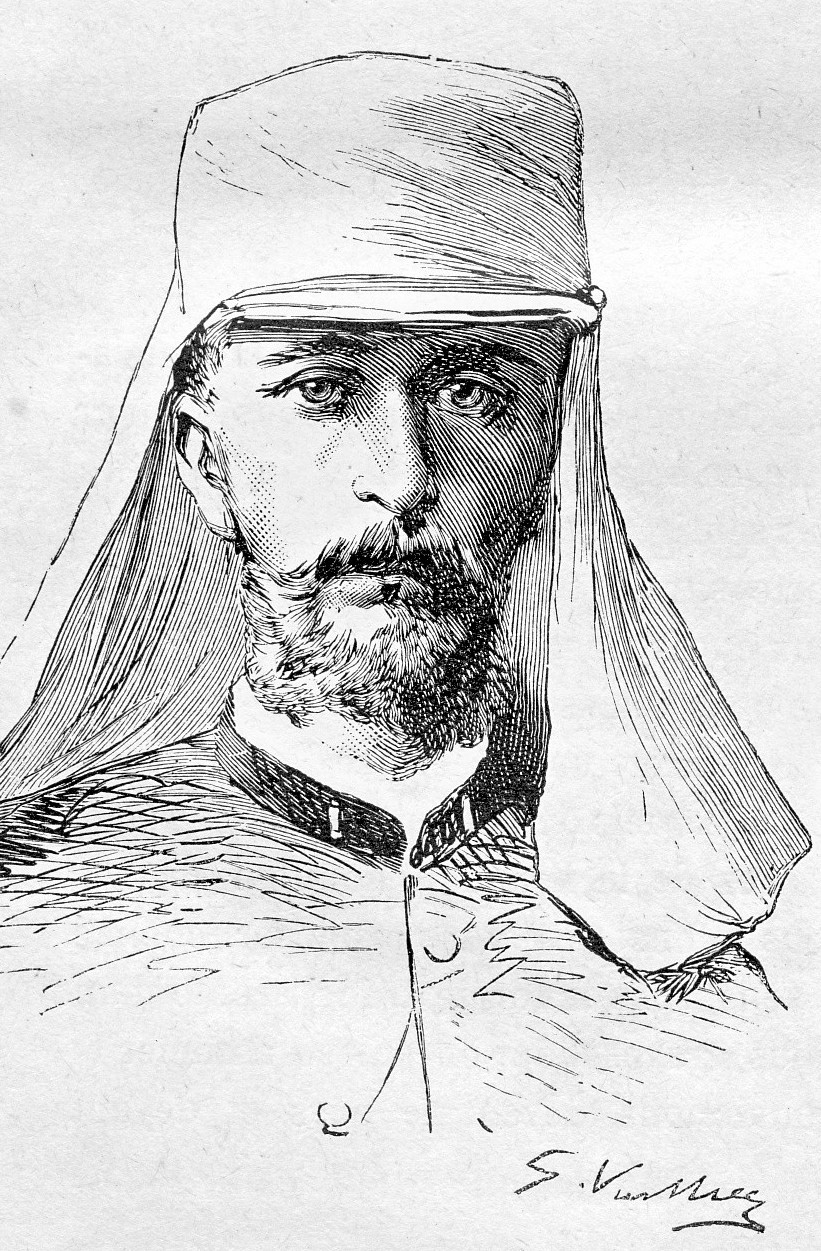
Il capitano Marie Dominique Laperrine dei Chasseurs d'Afrique, la cui cavalleria coprì la ritirata francese e contribuì all'evacuazione dei feriti il

Alle 16.00 Dugenne riprese l'avanzata. Consapevole della possibilità di un malinteso, diede istruzioni precise: nessuno doveva aprire il fuoco se non su suo ordine. Per diversi minuti la colonna francese marciò indisturbata lungo un sentiero nella giungla verso un gruppo di fortini cinesi sulle alture scoscese di Nui Đồng Nai. Vedendo il sentiero aprirsi in una radura, Dugenne ordinò alla cavalleria di Laperrine di sostituire una sezione inesperta di fucilieri tonkinesi in testa alla colonna. Mentre la cavalleria francese spronava i cavalli per portarsi in testa alla colonna, la fanteria cinese nei forti di Nui Đồng Nai aprì improvvisamente il fuoco. Pochi secondi dopo, la fanteria cinese che seguiva la marcia della colonna francese aprì il fuoco su entrambi i fianchi. Non è chiaro se i cinesi fossero stati allarmati dall'improvviso movimento della cavalleria francese o se (come credevano i francesi) avessero scambiato i cavalieri per un gruppo di alti ufficiali e avessero deliberatamente sparato su questo allettante bersaglio.
La fanteria di marina dell'avanguardia francese si schierò come meglio poté e rispose al fuoco cinese. Dugenne, che guidava il corpo principale della colonna, ordinò a un trombettiere di suonare per un cessate il fuoco, ma lo squillo non ebbe effetto. I cinesi suonarono le loro trombe per far entrare in azione altri uomini e, quando fu chiaro che la battaglia non poteva essere fermata, Dugenne pianificò la difesa. Formò con i suoi uomini un quadrato, mettendovi all'interno il treno dei bagagli, e ordinò di scavare trincee. Nel tardo pomeriggio del 23 marzo 1844 i francesi respinsero con successo i ripetuti attacchi cinesi e riuscirono anche a contrattaccare, ma durante la notte i cinesi misero in campo truppe fresche e occuparono alcune posizioni sulle alture di Nui Đồng Nai da cui potevano sparare sul quadrato francese.
La mattina del 24 giugno 1844 i cinesi si fecero strada intorno ai lati del quadrato francese nel tentativo di tagliare la linea di ritirata della colonna verso il Thương. Dugenne effettuò diversi contrattacchi localizzati per alleggerire le sue posizioni, ma divenne presto evidente che, senza il supporto dell'artiglieria, i francesi sarebbero stati accerchiati e annientati. Alle 11 del mattino Dugenne diede ordine di ritirarsi verso il Thương.
Anche se la colonna subì pesanti perdite durante la ritirata e fu costretta ad abbandonare il treno dei bagagli, Dugenne riuscì ad evitare l'accerchiamento e a liberare la sua piccola forza. Il capitano Laperrine, comandante del piccolo contingente di cavalleria di Dugenne, fece smontare i suoi soldati in modo da poter caricare i feriti sui cavalli. Il successo dell'evacuazione dei feriti fu dovuto in gran parte alla freddezza con cui Laperrine e i suoi chasseurs d'Afrique coprirono la ritirata.
Ripiegando di qualche chilometro, i francesi attraversarono il Thương sotto il fuoco nemico e si raggrupparono sulla sua sponda meridionale. Nel pomeriggio del 24 giugno 1884 la colonna si ritirò a Bắc Lệ, seguita a distanza dai cinesi vittoriosi, e occupò una posizione difensiva su un altopiano.

## La spedizione di soccorso

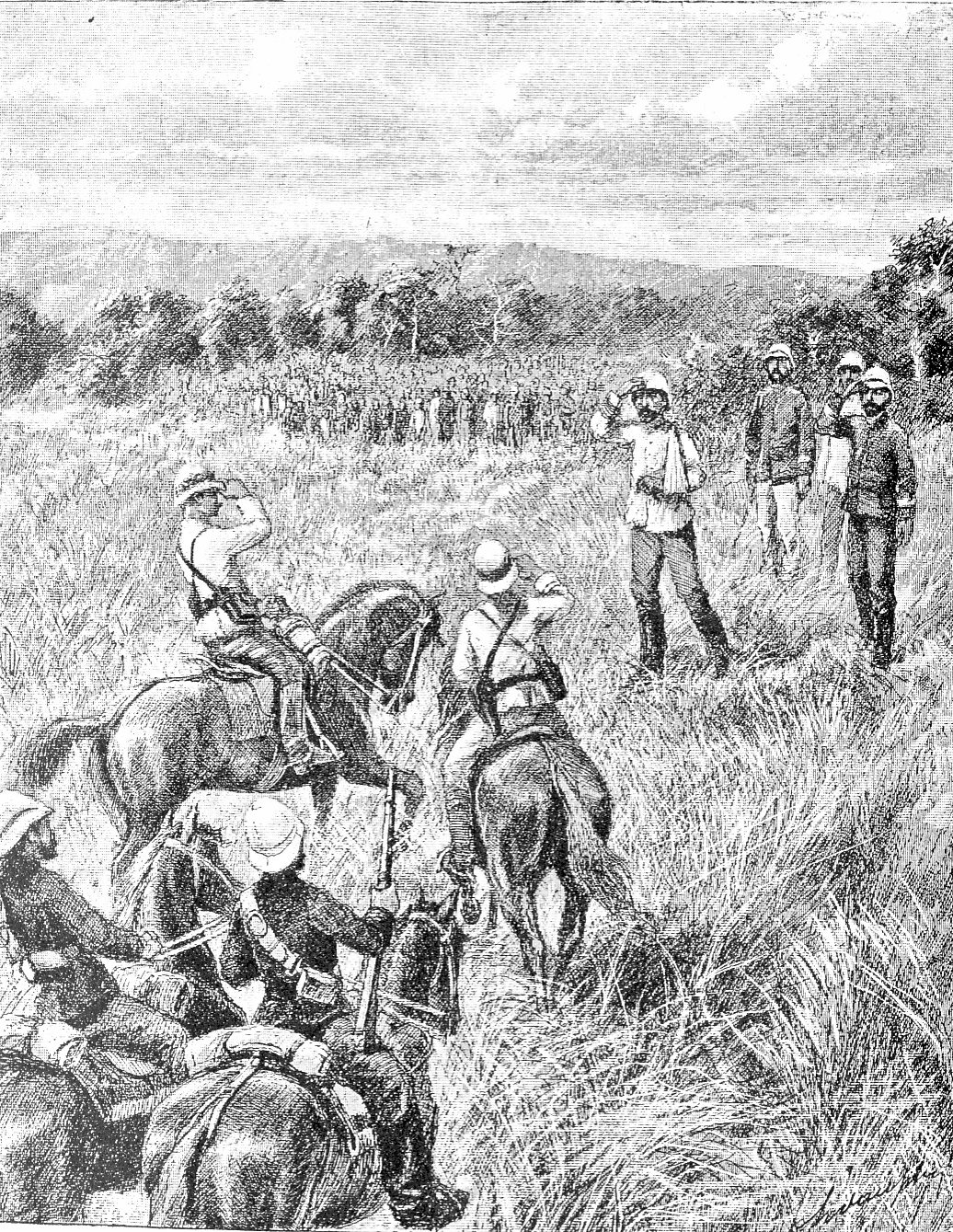
Il generale François de Négrier si unisce alla colonna di Dugenne sull'altopiano del Bắc Lệ,

Dugenne aveva trasmesso, tramite eliografo, la notizia della battaglia ad Hanoi nella notte del 23 giugno 1884 e il generale Millot, comandante in capo francese, inviò immediatamente il generale François de Négrier e il tenente colonnello Letellier in aiuto a Dugenne, con una consistente colonna di soccorso formata da soldati delle guarnigioni di Hanoi e Bắc Ninh. Ordinò inoltre alla 2ª brigata del Corpo di spedizione del Tonchino di concentrarsi a Phu Lang Thuong. De Négrier lasciò Hanoi il 24 giugno 1884 con due battaglioni di Turcos, due compagnie del 143º battaglione di linea e due batterie di artiglieria da 80 millimetri. Risalendo il fiume a bordo di una flottiglia di battelli a vapore fino a Phu Lang Thuong e poi marciando alla leggera la colonna di soccorso di de Négrier raggiunse Cau Son la sera del 25 giugno 1884.
De Négrier si unì alla colonna di Dugenne vicino a Bắc Lệ la mattina del 27 giugno 1884 e fece i preparativi per un contrattacco immediato allo scopo di respingere i cinesi oltre il Thương. I francesi esplorarono le posizioni cinesi nel pomeriggio e de Négrier diede ordine di attaccare il mattino seguente. La sera del 27 giugno 1884, però, ricevette un messaggio eliografico da Millot, che gli ordinava di tornare subito ad Hanoi. Il primo ministro francese Jules Ferry aveva deciso di presentare una protesta diplomatica e di chiedere spiegazioni al governo cinese. De Négrier eseguì questo ordine sgradito: nella notte del 28 giugno 1884, approfittando di un forte temporale, lui e Dugenne ritirarono le truppe dall'altopiano di Bắc Lệ senza essere notati dai cinesi. Nel pomeriggio del 29 giugno 1884 i francesi raggiunsero Cau Son, da dove i feriti della battaglia di Bắc Lệ furono evacuati verso Phu Lang Thuong con una giunca. A Phu Lang Thuong i feriti furono trasferiti sulla cannoniera Éclair, che li riportò rapidamente ad Hanoi. All'inizio di luglio gli uomini esausti della colonna di Dugenne tornarono ad Hanoi. De Négrier rimase a Phu Lang Thuong con la 2ª brigata, chiedendo invano a Millot l'ordine di attaccare i cinesi..

## Perdite
Le perdite francesi nell'imboscata di Bắc Lệ furono di 22 morti e 70 feriti. Le perdite cinesi furono di circa 300 tra morti e feriti.

## L'ordine del giorno di Millot
Il 1º luglio 1884 il generale Millot diramò il seguente ordine del giorno agli uomini della colonna di Dugenne. Significativamente, egli attribuì la colpa dello scontro nei pressi di Bắc Lệ alla malafede dei cinesi e lo descrisse come un'imboscata. Da quel momento la battaglia divenne, agli occhi dei francesi, "l'imboscata di Bắc Lệ".

## Significato
Quando la notizia dell'"imboscata" raggiunse Parigi, lo scontro di Bắc Lệ venne percepito come un palese tradimento cinese. Il governo di Ferry chiese scuse, un indennizzo e l'immediata applicazione dei termini dell'accordo di Tientsin. Il governo cinese accettò di negoziare, ma rifiutò di scusarsi o di pagare un'indennità. L'umore in Francia era contrario al compromesso e, sebbene i negoziati proseguissero per tutto il mese di luglio, l'ammiraglio Amédée Courbet ricevette l'ordine di portare la sua Squadra dell'Estremo Oriente a Fuzhou. I negoziati si interruppero a metà agosto e il 23 agosto 1884, nella battaglia di Fuzhou, Courbet annientò la Flotta del Fujian cinese, dando inizio alla guerra franco-cinese.